# Airbus
Airbus S.A.S. (ˈɛərbʌs) – przedsiębiorstwo zajmujące się produkcją samolotów, spółka zależna Airbus Group (dawniej EADS). Siedziba koncernu znajduje się w Tuluzie we Francji.
Airbus zatrudnia około 130 tysięcy pracowników w 180 miejscach na całym świecie.

## Historia
Historia Airbusa rozpoczęła się w 1967 roku, kiedy ministrowie Francji, Niemiec i Wielkiej Brytanii na lipcowym spotkaniu zdecydowali, że: 

W celu wzmocnienia współpracy europejskiej w dziedzinie techniki lotniczej, a tym samym wsparciu rozwoju gospodarczego i postępu technologicznego w Europie, do podjęcia odpowiednich działań na rzecz wspólnego rozwoju i produkcji Airbusa.

For the purpose of strengthening European co-operation in the field of aviation technology and thereby promoting economic and technological progress in Europe, to take appropriate measures for the joint development and production of an Airbus.

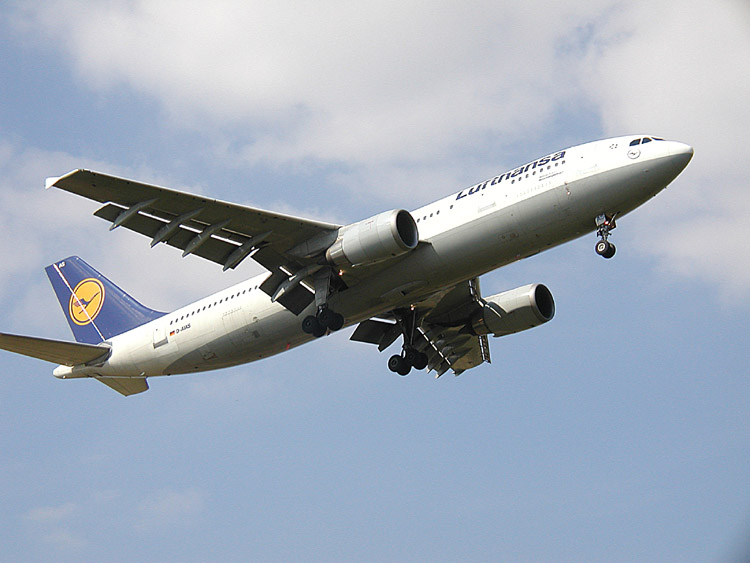
Airbus A300 – pierwszy model samolotu produkowany przez Airbusa należący do Lufthansy

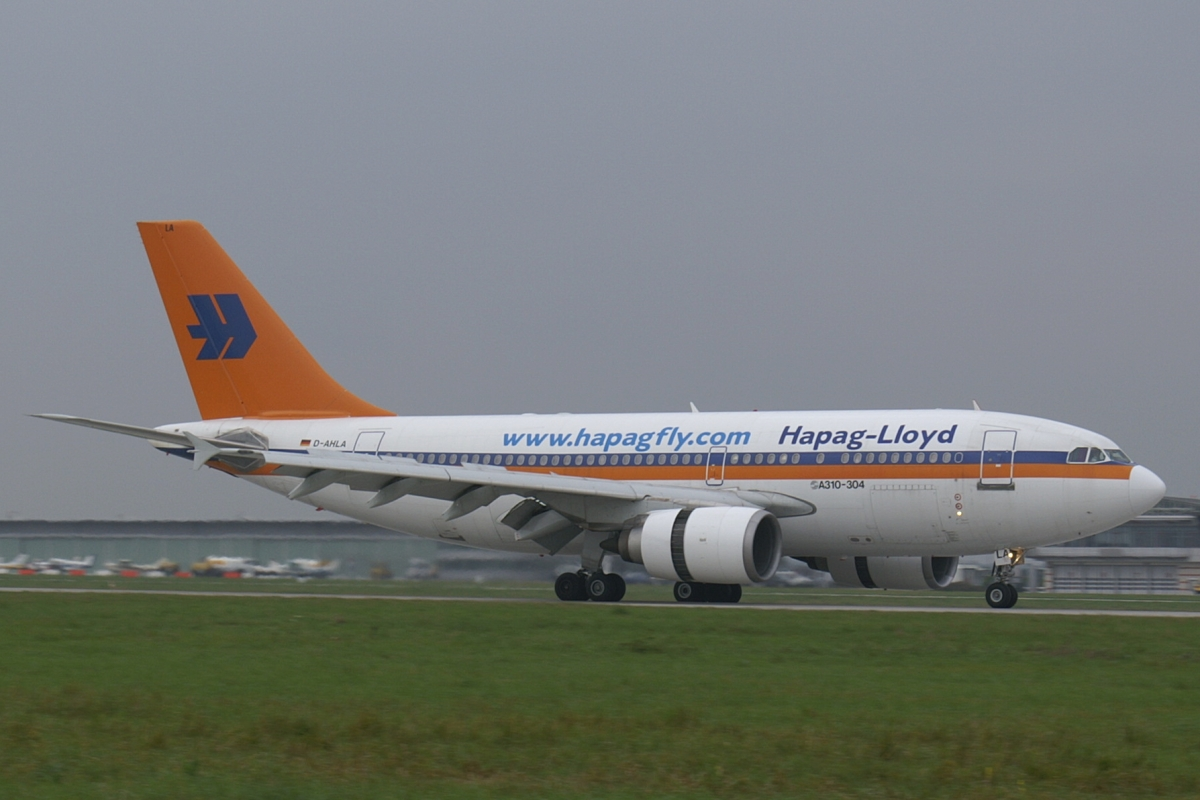
Airbus A310 linii Hapagfly

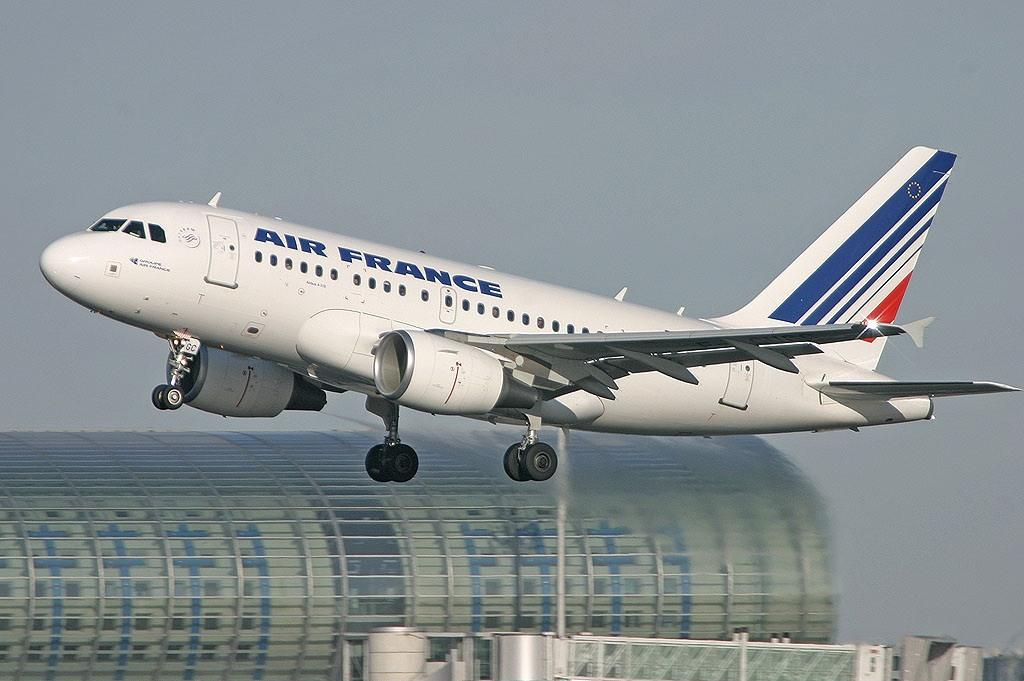
Airbus A318 linii Air France

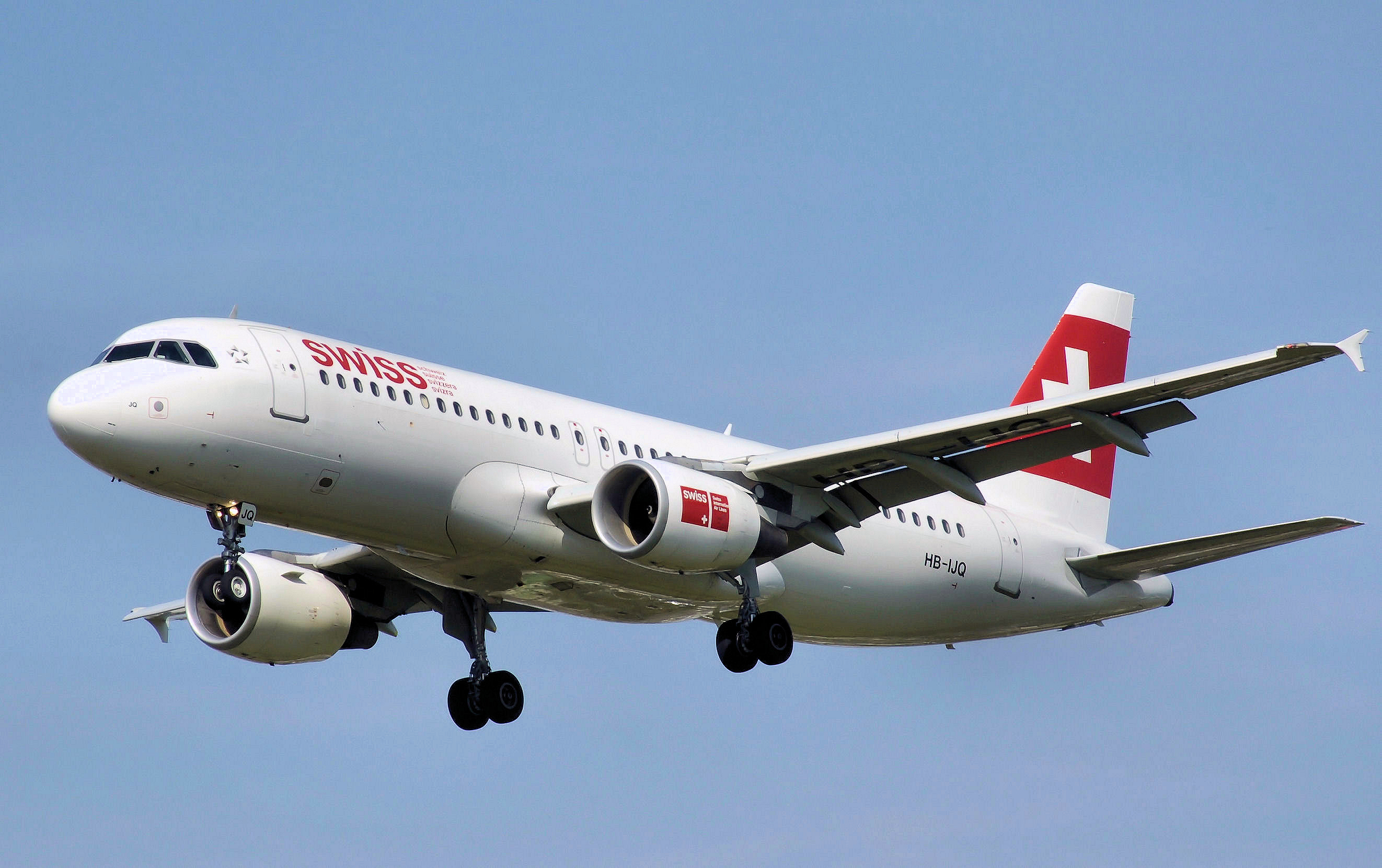
Airbus A320 – najpopularniejszy samolot firmy Airbus należący do linii Swiss

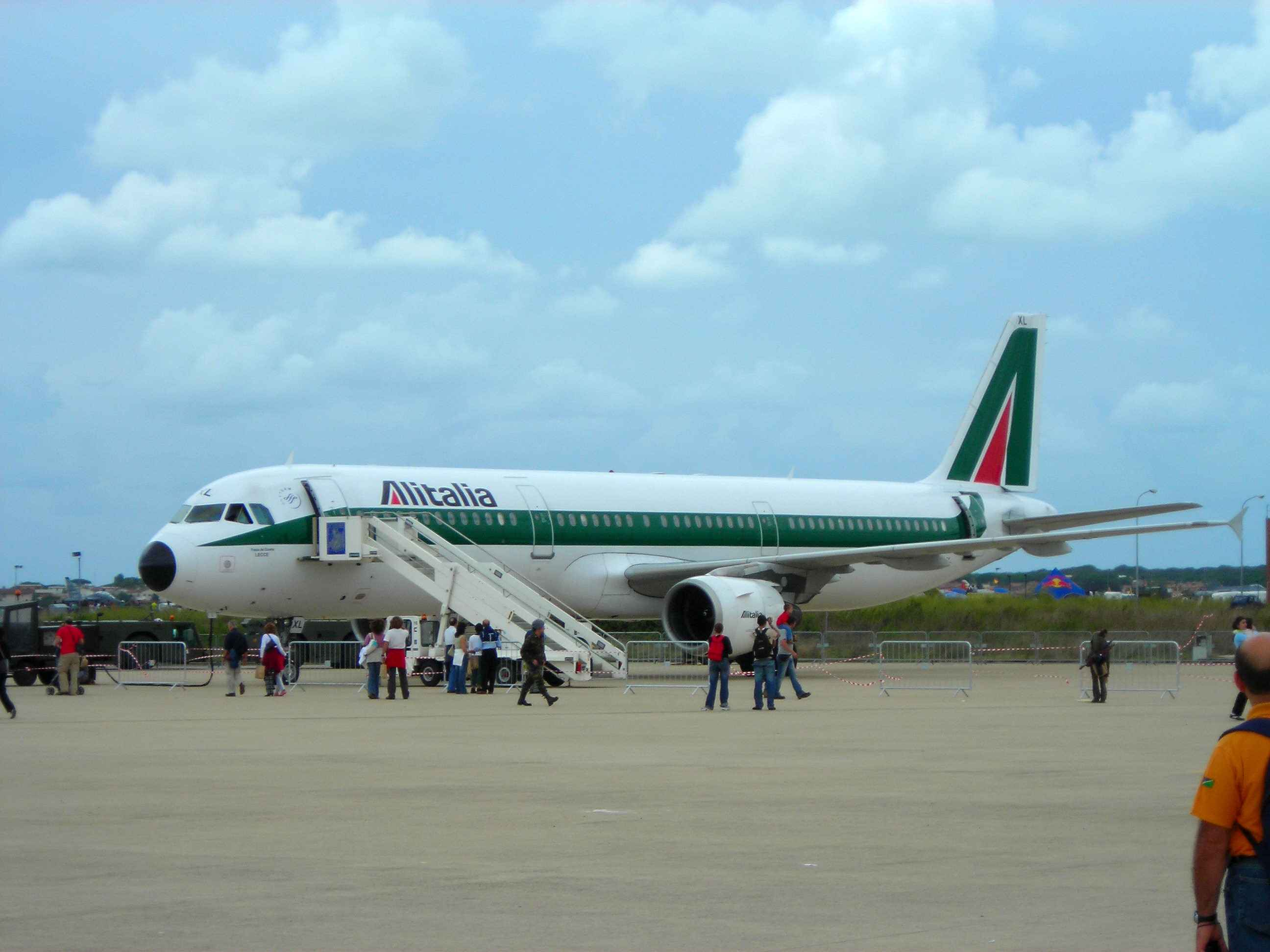
Airbus A321 – wydłużona wersja Airbusa A320 linii Alitalia

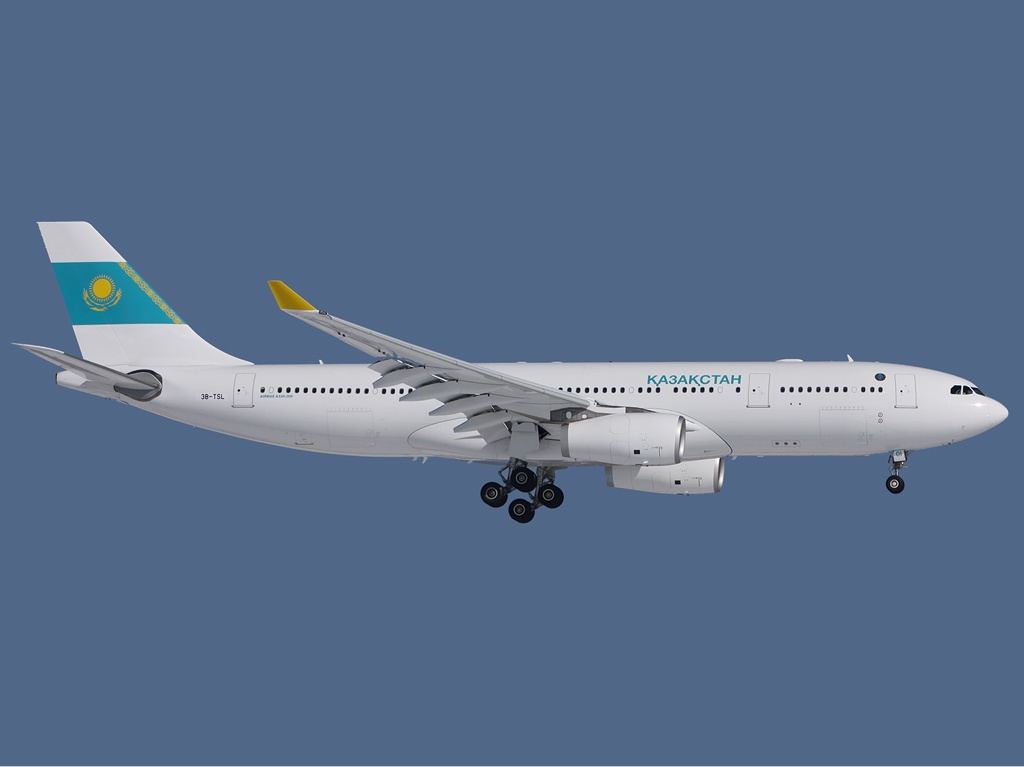
Airbus A330 – najpopularniejszy szerokokadłubowy samolot koncernu

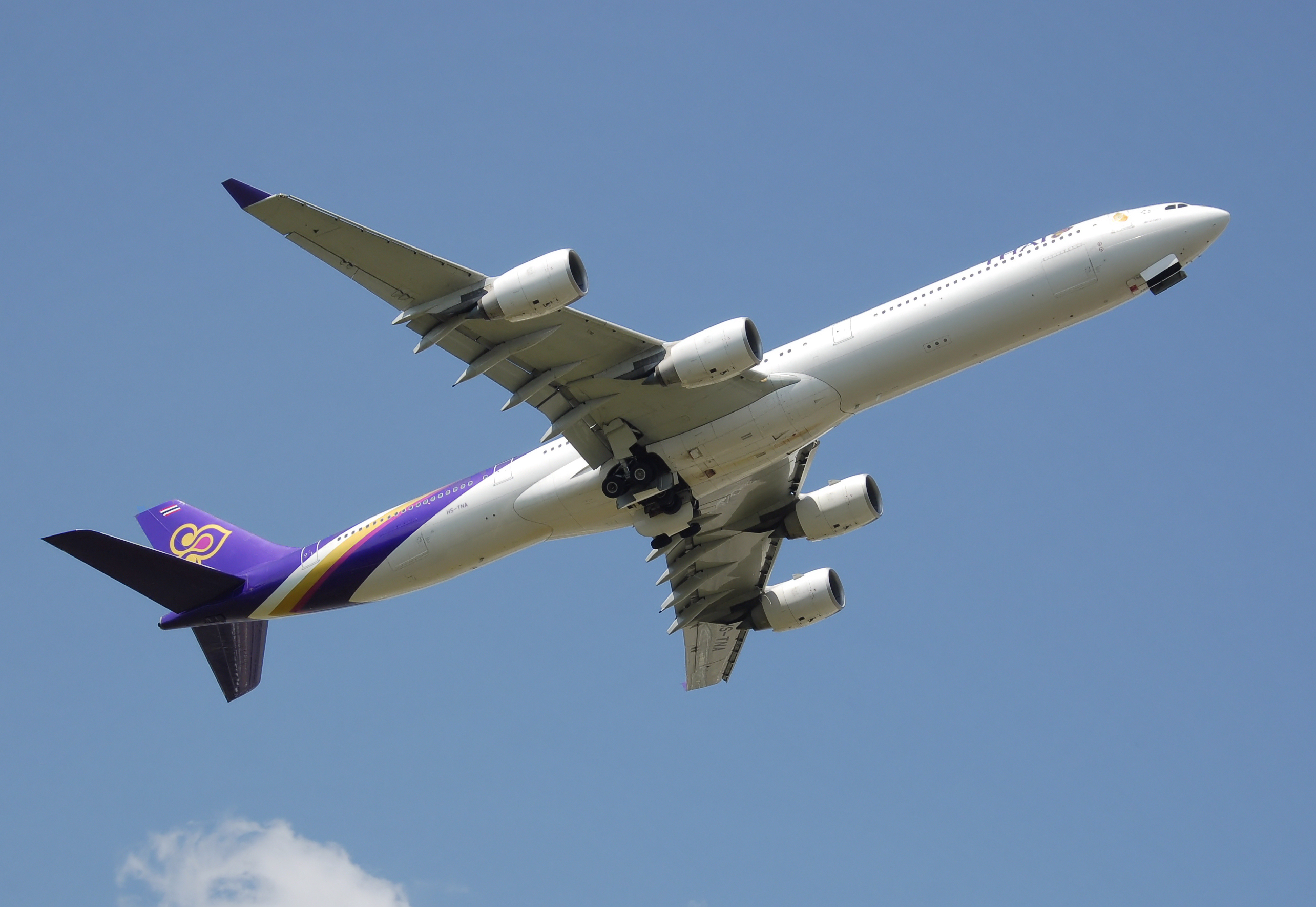
Airbus A340-600 – czterosilnikowy samolot dalekiego zasięgu

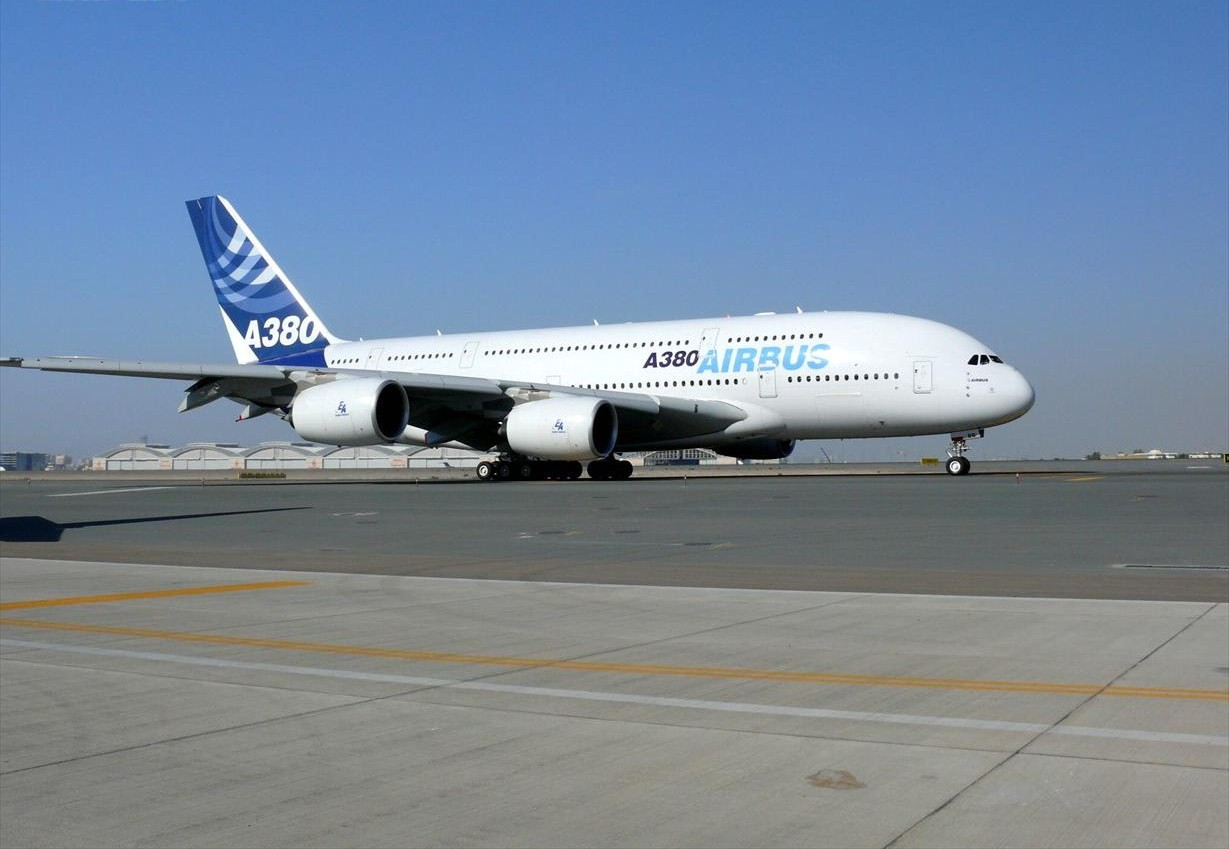
Airbus A380 – największy samolot pasażerski na świecie na lotnisku w Dubaju

29 maja 1969 roku na pokazach lotniczych w Le Bourget we Francji podpisano umowę inicjującą projekt A300 – pierwszego dwusilnikowego szerokokadłubowego samolotu pasażerskiego na świecie. Konsorcjum Airbus Industry zostało oficjalnie założone w 1970 roku w celu konkurowania z amerykańskimi korporacjami takimi jak Boeing, Lockheed czy McDonnell Douglas. W skład konsorcjum weszło przedsiębiorstwo francuskie Aérospatiale oraz cztery przedsiębiorstwa niemieckie skupione w grupie Deutsche Airbus: Messerschmittwerke, Hamburger Flugzeugbau, VFW GmbH oraz Siebelwerke ATG. Kilka lat później do spółki dołączyło hiszpańskie przedsiębiorstwo Construcciones Aeronáuticas SA (CASA).
Lot pierwszego produkowanego przez Airbusa samolotu – A300 – odbył się 28 października 1972 roku w Tuluzie i zakończył się sukcesem. Dwa lata później, 23 maja 1974 roku, Airbus A300 wykonał swój pierwszy komercyjny lot na trasie Paryż – Londyn w liniach Air France.
Następnym samolotem wyprodukowanym przez firmę był Airbus A310, w którym zastosowano nowe elektroniczne systemy kontroli lotu. W 1984 roku oficjalnie ogłoszono rozpoczęcie projektu A320 – samolotu średniego zasięgu wyposażonego, jako pierwszy na świecie, w technologię cyfrowego fly-by-wire. Uroczyście samolot zaprezentowano w Tuluzie lutym 1987 roku. Na ceremonii obecnych było około 1400 gości, w tym książę i księżna Walii oraz ówczesny premier Francji Jacques Chirac. Samolot osiągnął spektakularny sukces na rynku, stając się najliczniej zamawianym modelem.
Cztery miesiące po pierwszym locie A320 firma rozpoczęła projektowanie dużych samolotów długodystansowych – dwusilnikowego A330 i czterosilnikowego A340. Samoloty ukończono odpowiednio w 1991 i 1992 roku. W międzyczasie trwały prace nad wydłużoną i skróconą wersją modelu A320 – samolotach A321 i A319. Pierwszy z nich odbył swój pierwszy lot w marcu 1993 roku, drugi trzy miesiące później.
1 maja 1996 roku firma oficjalnie ogłosiła rozpoczęcie prac nad dużym samolotem pod nazwą Airbus A3XX. Nad projektem pracowało około 600 osób, wzięło w nim udział 1000 firm z całego świata, w tym 800 ze Stanów Zjednoczonych, Rosji i Azji. Efektem projektu był samolot Airbus A380 – największy samolot pasażerski na świecie – który został publicznie zaprezentowany 18 stycznia 2005 roku, a swój pierwszy lot odbył 27 lipca.
Od 1994 roku (z wyjątkiem 2001) Airbus zwiększał produkcję, równolegle ze wzrostem portfela zamówień. W latach 2003–2011 Airbus produkował więcej samolotów niż jego rywal w segmentach samolotów dla ponad 100 pasażerów, amerykański Boeing Commercial Airplanes. Między 2010 a 2012 Airbus dostarczył 1632 samoloty komercyjne, o jeden więcej niż w dekadzie 1990-1999. Po latach dominacji Boeinga w segmencie szerokokadłubowym obaj producenci stworzyli duopol z ofertą samolotów o podobnych parametrach.
W grudniu 2004 roku firma rozpoczęła prace nad samolotem Airbus A350, następcy A340, który nie zdołał konkurować z bardziej ekonomicznym dwusilnikowym Boeingiem 777. Model A330 od wypuszczenia na rynek przez koncern z Seattle w 2003 nowego Dreamlinera zdobył zamówienia na prawie 800 sztuk i stał się najlepiej sprzedającym się szerokokadłubowcem europejskiego koncernu. 14 lipca 2014 roku ogłoszono uruchomienie programu zmodernizowanego A330neo (New Engine Option) wyposażonego w silniki Rolls-Royce Trent 7000. Samolot ma być o 14% bardziej ekonomiczny i będzie dostępny w dwóch wersjach: A330-800neo (od 257 miejsc) i A330-900neo (od 287 miejsc), zastępując kolejno wersje -200 i -300. Oblot A330-900neo zaplanowano na 2016 rok, a dostawy na 2017 rok.
W styczniu 2010 roku firma dostarczyła swój 6000. samolot – był to Airbus A380 przeznaczony dla linii Emirates. Już w 2013 sierpniu 2013 roku przekazano 8000. samolot, A320 dla AirAsia. 14 października 2016 dostarczono 10-tys. Airbusa, był to model Airbus A350-900 dla Singapore Airlines. Od 2005 do 2015 producent zwiększył roczną produkcję o 40%, głównie dzięki rosnącej sprzedaży rodziny A320 i A330. W grudniu 2010 roku firma udostępniła wersje samolotów A319, A320 i A321 wyposażone w silniki Pratt & Whitney PW1100G lub CFM International LEAP-1A ze mniejszym o 15% zużyciem paliwa. Nową generację rodziny A320 nazwano A320neo (New Engine Option). Prototyp A320neo oblatano 25 września 2014. 20 stycznia 2016 dostarczono pierwszego A320neo do Lufthansy, jego inauguracyjny lot odbył się 25 stycznia. Do czasu rozpoczęcia dostaw producent zebrał zamówienia na ponad 4000 sztuk swojego wąskokadłubowego samolotu, w tym 3300 na A320neo i 1000 na A321neo.
Na koniec 2016 roku producent kolejny rok z rzędu pobił rekord rocznych dostaw liczbą 688 samolotów oraz powiększył portfel zamówień. Koncernowi udało się minimalnie wyprzedzić Boeinga, bo w grudniu 2016 zdobył lukratywne zamówienie na 98 samolotów dla Iranu. Airbus miał jednak problem ze znalezieniem nabywców dla swojego sztandarowego produktu. W związku z brakiem nowych zamówień na A380, europejska firma ograniczy produkcję tego modelu do 20 szt. w 2017 i do 12 szt. od 2018 roku. W 2015 roku Airbus dostarczył aż 144 samoloty szerokokadłubowe, co było rekordowym wynikiem oraz 143 szt. w 2016, ale jego amerykański rywal dostarczył w tych latach kolejno 267 i 258 szt. swoich samolotów, obie firmy dysponują jednak zbliżonym portfelem zamówień.
16 października 2017 roku Airbus i Bombardier Aerospace ogłosiły strategiczne partnerstwo przy produkcji i sprzedaży w programie samolotu średniego zasięgu Bombardier CSeries (sprzedawany pod nazwami CS100 i CS300). W tym celu powołano spółkę „C Series Aircraft Limited Partnership” (CSALP) w której Airbus objął 50,01% udziałów, a pozostałe ~31% Bombardier i ~19% prowincja Quebec. 10 lipca 2018 samolot został przemianowany na Airbus A220 (A220-100 i A220-300). Kanadyjski Bombardier podjął taką decyzję ponieważ jego samolot został obłożony 299,45% cłem przez Departament Handlu Stanów Zjednoczonych. Skarżący go Boeing oskarżył Bombardiera o dumping cenowy przy sprzedaży samolotu do USA poniżej kosztów produkcji oraz korzystanie z pomocy publicznej (rządowy kredyt oraz subsydia od prowincji Quebec). Samolot jest montowany w Montrealu-Mirabel natomiast Airbus odpowiedzialny jest za sprzedaż, wsparcie oraz uruchomienie drugiej linii finalnego montażu w amerykańskim Mobile, Alabama.
20 maja 2019 roku firma dostarczyła 12 tysięczny samolot w swojej historii. Jubileuszową maszyną został A220-100 przekazany liniom Delta Air Lines. Samolot został zmontowany w zakładach usytuowanych w Mirabel w Kanadzie.

## Produkty

### Cywilne
Linia produktów Airbus rozpoczęła się od modelu A300 – pierwszego dwusilnikowego szerokokadłubowego samolotu na świecie. Jego krótsza wersja jest znana jako model A310. Dzięki sukcesowi poprzednich modeli, Airbus rozpoczął pracę nad samolotem A320, wyposażonym w innowacyjny system sterowania fly-by-wire. Model odniósł ogromny sukces na rynku, stając się najczęściej produkowanym samolotem przez firmę. Jego krótsze wersje to modele A318 i A319, natomiast wersja wydłużona to model A321, która rywalizuje na rynku z konkurencyjnymi modelami Boeinga 737.
Szerokokadłubowe samoloty dalekiego zasięgu – dwusilnikowy A330 i czterosilnikowy A340 – posiadają skrzydła wyposażone w tzw. winglety. Airbus A340-500 ma zasięg działania 16 700 km (9000 mil morskich), drugi wśród samolotów komercyjnych (po Boeingu 777-200LR – zasięg 17 446 km lub 9420 mil morskich). Spółka jest szczególnie dumna z wykorzystania technologii fly-by-wire oraz wspólnych systemów kokpitu w całej swojej rodzinie samolotów, co znacznie ułatwia szkolenie załogi.
Airbus pracował nad samolotem zdolnym zastąpić serię A320, roboczo nazwanym NSR od „New Short-Range aircraft” („Nowy samolot krótkiego zasięgu”). W trakcie prac nad maszyną obliczono, że NSR będzie w stanie zaoszczędzić 9 do 10% paliwa w porównaniu do A320. Jednak Airbus zdecydował się poprawić już istniejące A320 wyposażając je w nowe winglety i poprawiając aerodynamikę. Ulepszone samoloty mają od 4 do 5% mniejsze zużycie paliwa. Projekt nazwany został A3xxneo.
24 września 2009 roku Fabrice Bregier oświadczył Le Figaro, że spółka będzie potrzebowała od 800 milionów do 1 miliarda € w ciągu sześciu lat do opracowania nowej generacji samolotów i zachowania przewagi technologicznej firmy w stosunku do nowych konkurencyjnych samolotów, takich jak chiński Comac C919, który ma wejść do służby w latach 2015–2020.
W lipcu 2007 roku Airbus dostarczył do FedEx ostatnie egzemplarze samolotów A300, kończąc tym samym ich produkcję. Firma zamierza przenieść produkcję modelu A320 z Tuluzy do Hamburga, a w zamian przenieść do Tuluzy produkcję samolotów A350 i A380. Operacja odbywa się według planu organizacji Power8 rozpoczętego przez byłego CEO firmy Christiana Streiffa.
Airbus zapewniał części zapasowe i serwisowanie dla samolotów Concorde aż do zakończenia przez nie lotów w 2003 roku.
10 listopada 2011 europejski koncern ogłosił, 20 latach po oblocie, oficjalne zakończenie programu A340 (ostatnie egzemplarze wyprodukowano w 2010 roku). W 2013 roku Airbus przeprojektował skrzydła modelu A380, a w 2014 zmiany wdrożono do produkcji. Producent ma nadzieję osiągnąć próg rentowności A380 na poziomie operacyjnym (gdy cena sprzedażny przewyższy koszty produkcji) w 2015 roku (zwrot kosztów całego programu wymaga min. 420 sztuk). 14 marca 2013 Airbus świętował dostarczenie setnego seryjnego egzemplarza A380, był to ostatni (6) samolot dla Malaysia Airlines.
| Samolot | Opis                                              | Standardowa liczba miejsc | Maksymalna liczba miejsc | Wypuszczenie na rynek | Pierwszy lot         | Pierwsza dostawa                        | Zakończenie produkcji                       |
| ------- | ------------------------------------------------- | ------------------------- | ------------------------ | --------------------- | -------------------- | --------------------------------------- | ------------------------------------------- |
| A220    | 2 silniki, wąski kadłub                           | 107                       | 132                      | 13 lipca 2008         | 16 września 2013     | 15 lipca 2016 Swiss                     |                                             |
| A300    | 2 silniki, szeroki kadłub                         | 228–254                   | 361                      | maj 1969              | 28 października 1972 | maj 1974 Air France                     | 27 marca 2007 (wyprodukowano 561 sztuk)     |
| A310    | 2 silniki, szeroki kadłub, zmodyfikowany A300     | 187                       | 279                      | lipiec 1978           | 3 kwietnia 1982      | grudzień 1985 Air Algerie               | 27 marca 2007 (wyprodukowano 255 sztuk)     |
| A318    | 2 silniki, wąski kadłub, krótszy o 6,17 m od A320 | 107                       | 117                      | kwiecień 1999         | 15 stycznia 2002     | październik 2003 Frontier Airlines      | październik 2013 (wyprodukowano 80 sztuk)   |
| A319    | 2 silniki, wąski kadłub, krótszy o 3,77 m od A320 | 124                       | 156                      | czerwiec 1993         | 25 sierpnia 1995     | kwiecień 1996 Swissair                  |                                             |
| A320    | 2 silniki, wąski kadłub                           | 150                       | 180                      | marzec 1984           | 22 lutego 1987       | marzec 1988 Air Inter                   |                                             |
| A321    | 2 silniki, wąski kadłub, dłuższy o 6,94 m od A320 | 185                       | 220                      | listopad 1989         | 11 marca 1993        | styczeń 1994 Lufthansa                  |                                             |
| A330    | 2 silniki, szeroki kadłub                         | 253–295                   | 406–440                  | czerwiec 1987         | 2 listopada 1992     | grudzień 1993 Air Inter                 |                                             |
| A340    | 4 silniki, szeroki kadłub                         | 239–380                   | 420–440                  | czerwiec 1987         | 25 października 1991 | styczeń 1993 Air France                 | 10 listopada 2011 (wyprodukowano 377 sztuk) |
| A350    | 2 silniki, szeroki kadłub                         | 270–350                   | 475                      | październik 2005      | 14 czerwca 2013      | 22 grudnia 2014 Qatar Airways           |                                             |
| A380    | 4 silniki, dwa pokłady, szeroki kadłub            | 555                       | 853                      | grudzień 2000         | 27 kwietnia 2005     | 15 października 2007 Singapore Airlines | plan. 2021 (i 251 szt.)                     |

### Wojskowe

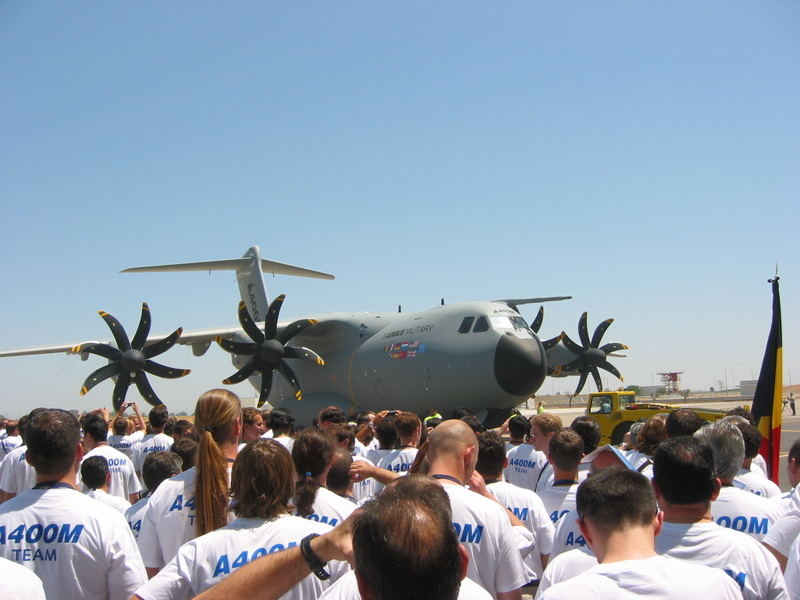
Pierwszy samolot typu A400M w Sewilli 26 czerwca 2008

Pod koniec lat dziewięćdziesiątych Airbus stawał się coraz bardziej zainteresowany rozszerzeniem działalności na rynek lotnictwa wojskowego. Ekspansja na rynku samolotów wojskowych jest pożądana, ponieważ zmniejsza niebezpieczeństwo kryzysu Airbusa w wypadku problemów na rynku cywilnym. Pojawiły się dwie główne drogi rozwoju: powietrzne tankowce reprezentowane przez modele A310 MRTT i A330 MRTT oraz samoloty transportowe, których przedstawicielem jest A400M.
W styczniu 1999 roku Airbus ustanowił odrębną spółkę – Airbus Military SAS – w celu rozwoju i produkcji samolotów transportowych Airbus A400M. Samolot A400M jest rozwijany przez kilka państw członkowskich NATO takich jak: Belgia, Francja, Niemcy, Luksemburg, Hiszpania, Turcja i Wielka Brytania, jako alternatywę dla zagranicznych samolotów transportowych, takich jak ukraiński Antonow An-124 i amerykański Lockheed C-130 Hercules. Projekt A400M był kilkukrotnie opóźniany. Airbus zagroził, że anuluje cały projekt, jeżeli nie otrzyma dotacji państwowych.
25 lutego 2008 roku ogłoszono, że Airbus wygrał zamówienie ze Zjednoczonych Emiratów Arabskich na trzy powietrze tankowce zaadaptowane z samolotów pasażerskich A330. 1 marca 2008 roku ogłoszono, że konsorcjum Airbus i Northrop Grumman wygrało kontrakt o wartości 35 miliardów dolarów na budowę 179 nowych powietrznych tankowców KC-45A przeznaczonych dla Sił Powietrznych USA. Na decyzję formalną skargę złożył Boeing, przez co kontrakt został anulowany i przeznaczony do ponownego rozpatrzenia. Ostatecznie postępowanie przetargowe wygrał zmodyfikowany Boeing KC-767, który otrzyma oznaczenie wojskowe KC-46A. Airbus nie oprotestował tej decyzji.
W 2009 roku EADS połączyło Airbus Military SAS/AMSL i EADS-CASA/MTAD pod nazwą Airbus Military, który włączono do Airbusa jako dział odpowiedzialny za produkcję wojskową. Jego siedziba główna znajduje się w Barajas (dzielnica), zakłady produkcyjne w Sewilli produkują modele CASY: CN-235 i C-295 oraz odpowiadają za finalny montaż A400M, zakłady w Getafe to główny ośrodek badawczy oraz centrum wyposażania samolotów A330 MRTT. Airbus Military North America w Mobile, Alabama obsługuje samoloty C-212 i CN-235/HC-144, EADS PZL Warszawa-Okęcie zajmują się obsługą C-295 oraz modernizacją PZL-130 Orlik. W 2011 roku Airbus Military dostarczył 3 C-212, 7 CN-235/HC-144, 10 C-295 i 6 A330 MRTT oraz zmodernizował 3 P-3 Orion. W 2012 roku dostawy ponownie wyniosły 29 samolotów: 3 C-212, 2 HC-144A, 15 CN-235/C-295, 5 MRTT i 4 konwersje P-3C. W styczniu 2013 dostarczono ostatni C-212 wyprodukowany w Hiszpanii, produkcję pod nazwą NC212 kontynuuje Indonesian Aerospace. W całym 2013 roku przekazano 31 samolotów, w tym 5 CN-235 (2 HC-144A), 14 C-295, 7 MRTT, 3 konwersje P-3C i po raz pierwszy 2 A400M dla Francji.
Po tym jak styczniu 2014 roku EADS przemianowano na Airbus Group, Airbus Military wraz z należącymi do EADS Astrium i Cassidian połączono w dział wojskowy Airbus Defence and Space. W 2014 dostawy wyniosły 29 samolotów i 14 satelitów, w tym 5 A330 MRTT, 9 A400M. W 2015 roku dostawy wyniosły 19 C295, 4 A330 MRTT i 11 A400M.
Samoloty wojskowe:
- Airbus A330 MRTT
- Airbus A400M
- CASA C-212
- CASA CN-235
- CASA C-295

## Dostawy i zamówienia
Dane na 31 grudnia 2022 dla samolotów serii A3XX. Dane szczegółowe: tutaj
|         | A220 | A300 | A310 | A320   | A330 | A340 | A350 | A380 | Suma   |
| 1974    |      | 4    |      |        |      |      |      |      | 4      |
| 1975    |      | 8    |      |        |      |      |      |      | 8      |
| 1976    |      | 13   |      |        |      |      |      |      | 13     |
| 1977    |      | 15   |      |        |      |      |      |      | 15     |
| 1978    |      | 15   |      |        |      |      |      |      | 15     |
| 1979    |      | 26   |      |        |      |      |      |      | 26     |
| 1980    |      | 39   |      |        |      |      |      |      | 39     |
| 1981    |      | 38   |      |        |      |      |      |      | 38     |
| 1982    |      | 46   |      |        |      |      |      |      | 46     |
| 1983    |      | 19   | 17   |        |      |      |      |      | 36     |
| 1984    |      | 19   | 29   |        |      |      |      |      | 48     |
| 1985    |      | 16   | 26   |        |      |      |      |      | 42     |
| 1986    |      | 10   | 19   |        |      |      |      |      | 29     |
| 1987    |      | 11   | 21   |        |      |      |      |      | 32     |
| 1988    |      | 17   | 28   | 16     |      |      |      |      | 61     |
| 1989    |      | 24   | 23   | 58     |      |      |      |      | 105    |
| 1990    |      | 19   | 18   | 58     |      |      |      |      | 95     |
| 1991    |      | 25   | 19   | 119    |      |      |      |      | 163    |
| 1992    |      | 22   | 24   | 111    |      |      |      |      | 157    |
| 1993    |      | 22   | 22   | 71     | 1    | 22   |      |      | 138    |
| 1994    |      | 23   | 2    | 64     | 9    | 25   |      |      | 123    |
| 1995    |      | 17   | 2    | 56     | 30   | 19   |      |      | 124    |
| 1996    |      | 14   | 2    | 72     | 10   | 28   |      |      | 126    |
| 1997    |      | 6    | 2    | 127    | 14   | 33   |      |      | 182    |
| 1998    |      | 13   | 1    | 168    | 23   | 24   |      |      | 229    |
| 1999    |      | 8    |      | 222    | 44   | 20   |      |      | 294    |
| 2000    |      | 8    |      | 241    | 43   | 19   |      |      | 311    |
| 2001    |      | 11   |      | 257    | 35   | 22   |      |      | 325    |
| 2002    |      | 9    |      | 236    | 42   | 16   |      |      | 303    |
| 2003    |      | 8    |      | 233    | 31   | 33   |      |      | 305    |
| 2004    |      | 12   |      | 233    | 47   | 28   |      |      | 320    |
| 2005    |      | 9    |      | 289    | 56   | 24   |      |      | 378    |
| 2006    |      | 9    |      | 339    | 62   | 24   |      |      | 434    |
| 2007    |      | 6    |      | 367    | 68   | 11   |      | 1    | 453    |
| 2008    |      |      |      | 386    | 72   | 13   |      | 12   | 483    |
| 2009    |      |      |      | 402    | 76   | 10   |      | 10   | 498    |
| 2010    |      |      |      | 401    | 87   | 4    |      | 18   | 510    |
| 2011    |      |      |      | 421    | 87   | 0    |      | 26   | 534    |
| 2012    |      |      |      | 455    | 101  | 2    |      | 30   | 588    |
| 2013    |      |      |      | 493    | 108  |      |      | 25   | 626    |
| 2014    |      |      |      | 490    | 108  |      | 1    | 30   | 629    |
| 2015    |      |      |      | 491    | 103  |      | 14   | 27   | 635    |
| 2016    |      |      |      | 545    | 66   |      | 49   | 28   | 688    |
| 2017    |      |      |      | 558    | 67   |      | 78   | 15   | 718    |
| 2018    | 20   |      |      | 626    | 49   |      | 93   | 12   | 800    |
| 2019    | 48   |      |      | 642    | 53   |      | 112  | 8    | 863    |
| 2020    | 38   |      |      | 446    | 19   |      | 59   | 4    | 566    |
| 2021    | 50   |      |      | 483    | 18   |      | 55   | 5    | 611    |
| 2022    | 23   |      |      | 516    | 32   |      | 62   |      | 663    |
| Suma    | 246  | 561  | 255  | 10 692 | 1559 | 377  | 521  | 251  | 14 464 |
| Model   | A220 | A300 | A310 | A320   | A330 | A340 | A350 | A380 |        |
| Aktywne | 246  | 229  | 54   | 10 021 | 1270 | 135  | 521  | 233  | 12 709 |

|            | Razem  | 2019 | 2018 | 2017 | 2016 | 2015 | 2014 | 2013 | 2012 | 2011 | 2010 | 2009 | 2008 | 2007 | 2006 | 2005 | 2004 | 2003 | 2002 | 2001 | 2000 | 1999 |
| Zamówienia | 19 340 | 768  | 747  | 1109 | 731  | 1036 | 1456 | 1503 | 833  | 1419 | 574  | 271  | 777  | 1341 | 790  | 1055 | 370  | 284  | 300  | 375  | 520  | 476  |
| Dostawy    | 12 626 | 863  | 800  | 718  | 688  | 635  | 629  | 626  | 588  | 534  | 510  | 498  | 483  | 453  | 434  | 378  | 320  | 305  | 303  | 325  | 311  | 294  |

|            | 1998 | 1997 | 1996 | 1995 | 1994 | 1993 | 1992 | 1991 | 1990 | 1989 | 1988 | 1987 | 1986 | 1985 | 1984 | 1983 | 1982 | 1981 | 1980 | 1979 | 1978 | 1977 | 1976 | 1975 | 1974 |
| Zamówienia | 556  | 460  | 326  | 106  | 125  | 38   | 136  | 101  | 404  | 421  | 161  |      |      |      |      |      |      |      |      |      |      |      |      |      |      |
| Dostawy    | 229  | 182  | 126  | 124  | 123  | 138  | 157  | 163  | 95   | 105  | 61   | 32   | 29   | 42   | 48   | 36   | 46   | 38   | 39   | 26   | 15   | 15   | 13   | 8    | 4    |

## Zakłady produkcyjne

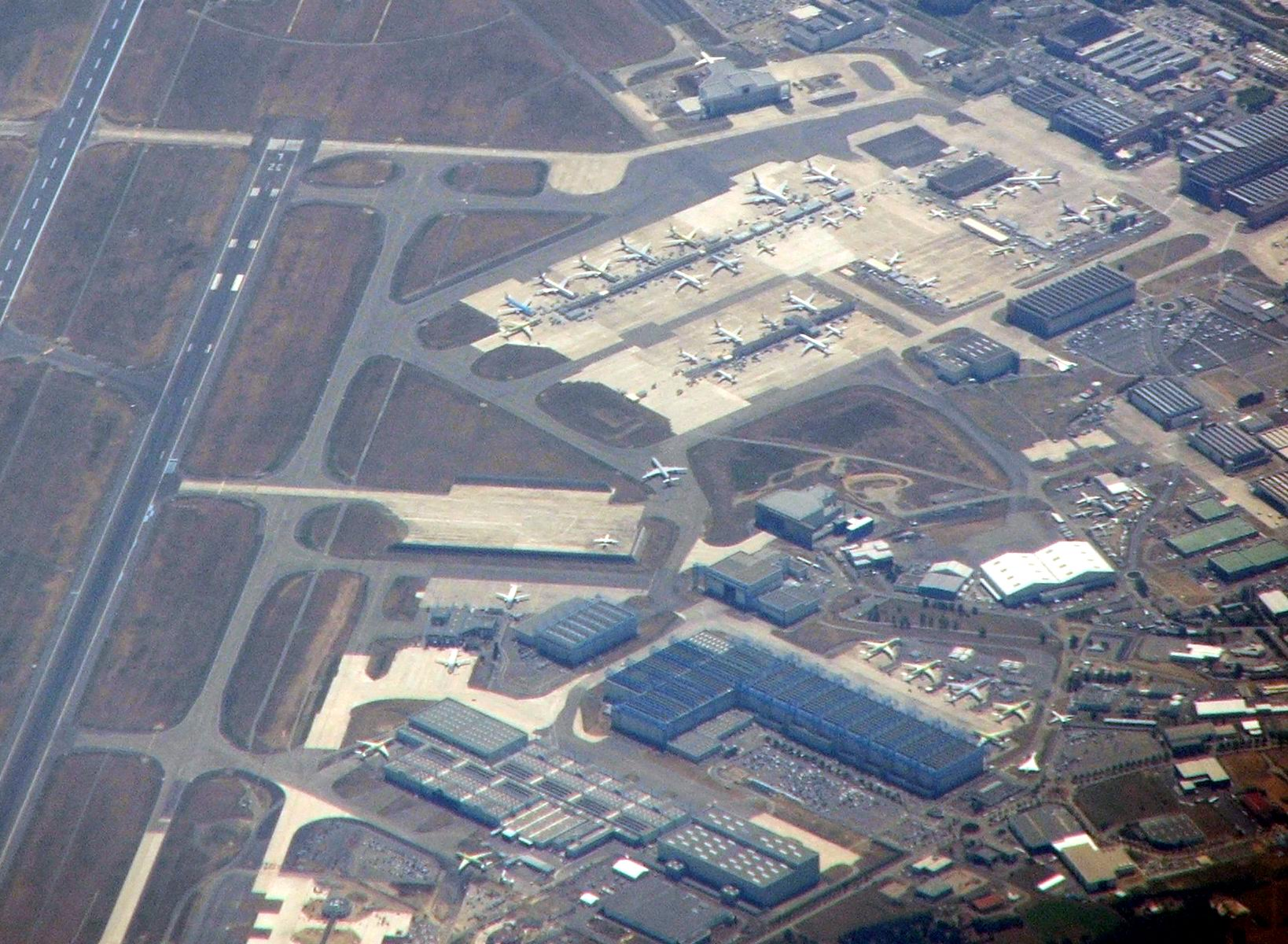
Linia montażowa Airbusa A330 w Tuluzie zlokalizowana na terenie portu lotniczego Tuluza-Blagnac.
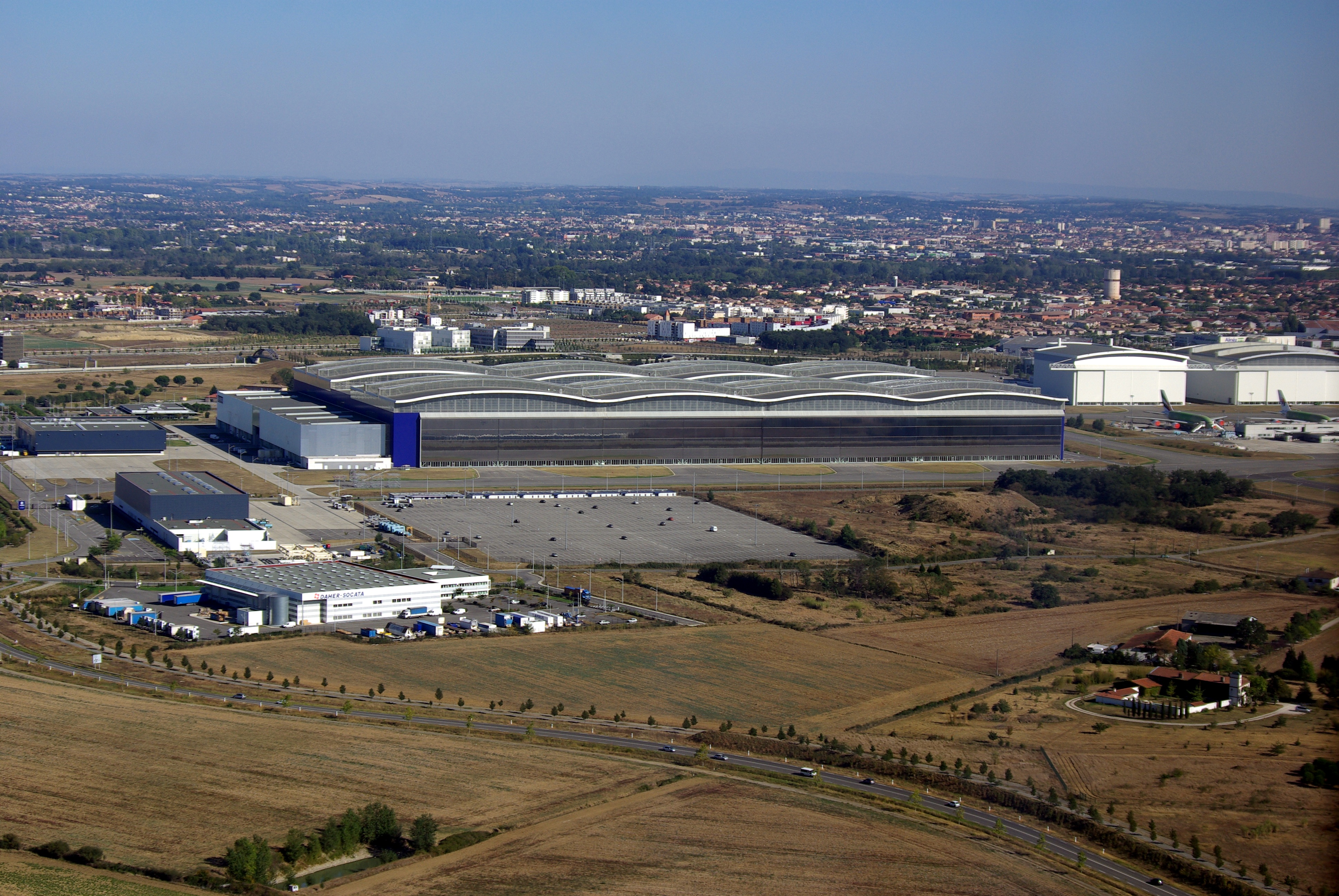
Linia montażowa modelu A380 w Tuluza-Blagnac.
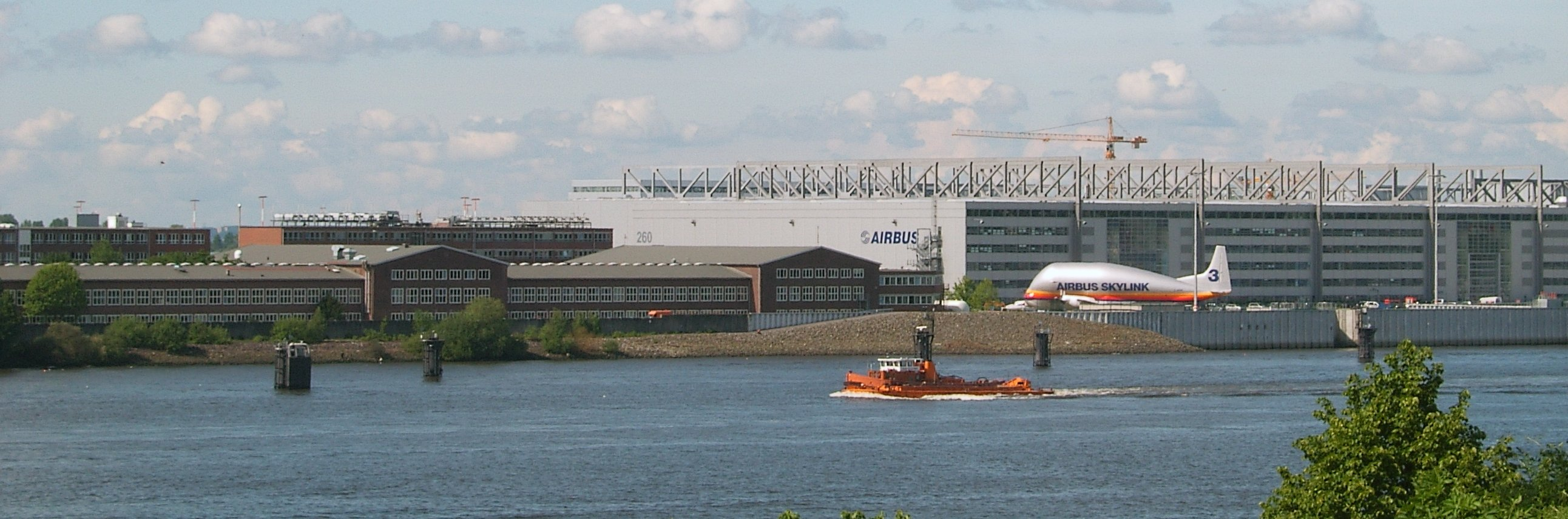
Główna fabryka Airbusa w Hamburgu.
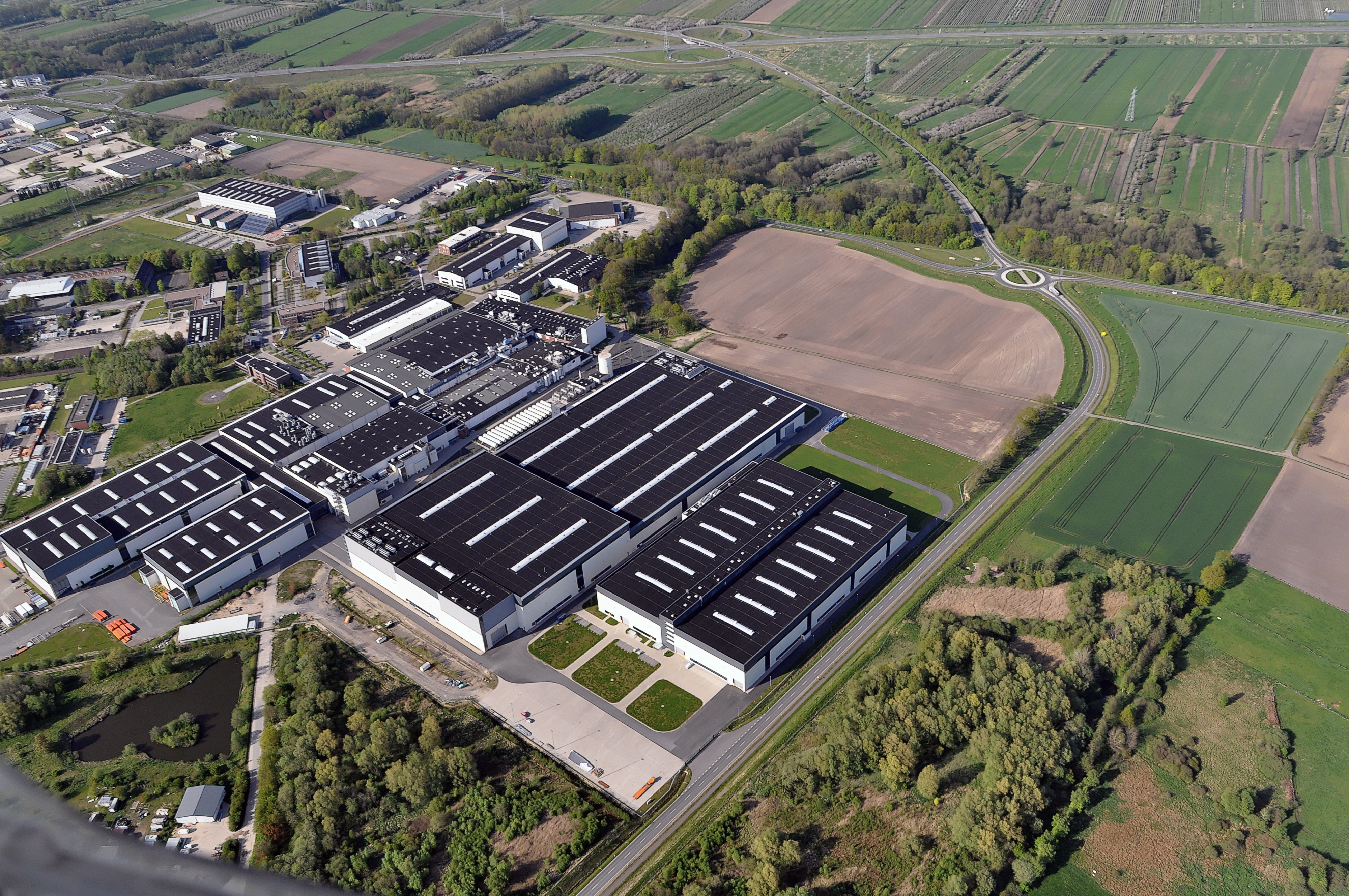
Fabryka w Stade.
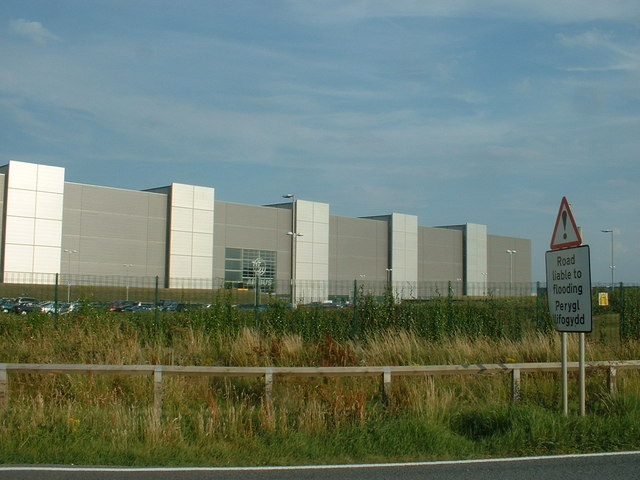
Brytyjskie zakłady Airbusa w Broughton.

Airbus posiada kilka linii montażowych przeznaczonych dla poszczególnych modeli samolotów. Są one zlokalizowane w poszczególnych miastach:
- Tuluza (modele A320, A330, A350 i A380)
- Hamburg (modele A318, A319, A320 i A321)
- Tiencin (modele A319 i A320)
- Mobile (modele A320 i A321)
- Sewilla (model A400M)

Airbus ponadto posiada wiele innych zakładów położonych w różnych miejscach w Europie. Problem transportu poszczególnych elementów samolotów pomiędzy fabrykami rozwiązano wykorzystując do transportu części samoloty Beluga. Wyjątkiem są części do A380, które są zbyt duże, by mógł je transportować Beluga. Jego elementy są transportowane na pokładzie statku do Bordeaux, a następnie poprzez specjalną trasę Itinéraire à Grand Gabarit do zakładów w Tuluzie. Z Francji A380 leci do Hamburga, gdzie jest malowany, wyposażony we wnętrze i przekazywany nabywcy. Pomysł z transportem elementów samolotów wykorzystał konkurent Airbusa – Boeing – który przystosował do transportu części trzy własne samoloty Boeing 747.
W Tuluzie oprócz montażu A320, A350 XWB, A330 i A380 odbywa się też malowanie i wyposażanie modelu A330. W Tuluza Saint-Éloi produkowane są pylony i gondole silników. Zakłady w Saint-Nazaire produkują przednie lub centralne sekcje kadłuba dla większości modeli. W Nantes powstają elementy strukturalne, w tym te z włókna węglowego, wśród komponentów są to m.in. centropłaty dla wszystkich modeli Airbusa, stępki do A350, lotki dla A330 i A380 oraz wloty dla A320neo, A350 i A380. Główne zakłady w Niemczech w Hamburgu odpowiadają m.in. za malowanie i wyposażanie rodziny A320 i A380 oraz produkcję tylnej sekcji modeli A330 i A350. Fabryka w Bremie produkuje ruchome elementy skrzydeł, tj. sloty i klapy, rampy załadunkowe do A400M oraz kompletuje skrzydła dostarczone z Wielkiej Brytanii. W Stade powstają stateczniki pionowe wszystkich Airbusów oraz elementy z tworzywa sztucznego wzmocnionego włóknem węglowym (CFRP), w tym zwłaszcza większość pokrycia modelu A350 XWB oraz klapy do A320 i spojlery A330. Obiekt w Buxtehude rozwija i produkuje elektroniczne systemy komunikacji i sterowania dla załóg i pasażerów. W Wielkiej Brytanii w Broughton produkowane są skrzydła dla całej rodziny samolotów Airbusa wraz z poszyciami skrzydeł oraz ich wyposażeniem (komponenty skrzydeł produkuje jako poddostawca także chiński Xi’an Aircraft), obiekt w Filton zajmuje się pracami badawczo-rozwojowymi i testami oraz produkcją komponentów do skrzydeł A400M. Hiszpańskie zakłady w Getafe to producent wielu komponentów dla linii w Tuluzie i Hamburg, w tym tylnych sekcji kadłubów A380 i A350 XWB. W Illescas powstaje wiele struktur do A350 XWB, A380 i A400M. Zakłady w Puerto Real specjalizują się w produkcji ruchomych sterów dla wszystkich modeli oraz struktur A380 i A350 XWB.
Najnowszym zakładem jest fabryka w Tiencinie w Chinach, gdzie od 2008 produkowane są maszyny A320. W kwietniu 2013 rozpoczęto budowę linii finalnego montażu A320 w amerykańskim w Mobile, Alabama, która powinna rozpocząć dostawy maszyn w 2016.
2 marca 2016 roku opublikowana została informacja o budowie nowego centrum wykończeniowo-dostawczego samolotów A330 w Tiencinie w Chinach. Znajdować się ma obok końcowej linii montażowej A320. Jest to pierwsza taka inwestycja Airbusa poza Europą. Odbywać tam mają się prace wykończeniowe kabin pasażerskich, nakładanie powłok lakierniczych, loty próbne, oraz dostawy odbiorcom z regionu.

## Numerowanie egzemplarzy samolotów Airbus
System numeracji samolotów Airbus to alfa-numeryczny numer modelu, po którym następuje myślnik i trzycyfrowy numer.
Numer modelu często ma postać litery „A”, po której następuje „3”, następnie jakaś cyfra, po której zazwyczaj następuje „0”, na przykład A350. Istnieją pewne wyjątki, takie jak: A220, A318, A319, A321 i A400M. Kolejne trzy cyfry po myślniku oznaczają odpowiednio serię samolotów, producenta silnika i numer wersji silnika. Na przykład dla modelu A380-800 z silnikami Engine Alliance (EA) GP7200; kod to 8 dla serii 800, 6 dla Engine Alliance i wersji silnika 1, a zatem numer modelu samolotu to A380-861.
Czasami używa się dodatkowej litery. Może to być litera „C” dla wersji kombi (pasażerowiec/frachtowiec), „F” dla modelu frachtowca, „R” dla modelu dalekiego zasięgu i „X” dla modelu ulepszonego.
Typowy system numeracji Airbusa nie ma zastosowania dla A220, dlatego niewłaściwe byłoby oznaczanie A220-300 jako „A220-371”.

### Kod silnika
| Kod | Producent silników                                                              |
| --- | ------------------------------------------------------------------------------- |
| 0   | General Electric (GE)                                                           |
| 1   | CFM International (GE/SNECMA)                                                   |
| 2   | Pratt & Whitney (P&W)                                                           |
| 3   | International Aero Engines (RR, P&W, Kawasaki, Mitsubishi i Ishikawajima-Harima |
| 4   | Rolls-Royce (RR)                                                                |
| 6   | Engine Alliance (GE i P&W)                                                      |